# Хокей на зимових Олімпійських іграх 2022 — чоловічий турнір
Турнір із хокею серед чоловіків на зимових Олімпійських іграх 2022 тривав із 9 до 20 лютого в Пекіні (Китай). У змаганнях взяли участь 12 збірних, із яких 8 кваліфікувались автоматично завдяки світовому рейтингові ІІХФ, одна — збірна Китаю — як країна-господарка, а решта 3 взяли участь у кваліфікаційному турнірі.
Чинними олімпійськими чемпіонами були спортсмени-олімпійці з Росії.

## Місця проведення
| Державний палац спорту Пекіна Місткість: 18,000 | Арена Укесон Місткість: 9,000 |
| ----------------------------------------------- | ----------------------------- |
| Державний палац спорту Пекіна                   | Кадиллак-Арена                |
| Пекін                                           | Район Хайдянь                 |

## Збірні, що кваліфікувались
| Дисципліна                       | Строки                           | Місце проведення       | Кількість квот | Кваліфікувалися                                                         |
| -------------------------------- | -------------------------------- | ---------------------- | -------------- | ----------------------------------------------------------------------- |
| Господарі                        | 17 травня 2018                   | Копенгаген             | 1              | Китай                                                                   |
| Світовий рейтинг ІІХФ 2019[a]    | 31 березня 2016 – 26 травня 2019 | Братислава і Кошиці[b] | 8              | Канада · ОКР · Фінляндія · Швеція · Чехія · США · Німеччина · Швейцарія |
| Фінальний кваліфікаційний турнір | 26–29 серпня 2021                | Братислава             | 1              | Словаччина                                                              |
| Фінальний кваліфікаційний турнір | 26–29 серпня 2021                | Рига                   | 1              | Латвія                                                                  |
| Фінальний кваліфікаційний турнір | 26–29 серпня 2021                | Осло                   | 1              | Данія                                                                   |
| Загалом                          |                                  |                        | 12             |                                                                         |

Нотатки
1. a Світовий рейтинг ІІХФ 2019 ґрунтується на підсумках таких змагань: Чемпіонат світу 2016, Чемпіонат світу 2017, зимові Олімпійські ігри 2018, Чемпіонат світу 2018 і Чемпіонат світу 2019
2. b чемпіонат світу з хокею із шайбою 2019 відбувся в Братиславі та Кошицях; з урахування його підсумків встановлено остаточний кваліфікаційний рейтинг.

## Формат
Дванадцять збірних розбиті на три групи, по чотири в кожній. У своїх групах збірні грають кожна з кожною один раз. Напряму до чвертьфіналу потрапляють збірні, що посіли в своїх групах 1-ше місце і найкраща серед других, а решта збірних змагаються в кваліфікаційному раунді. Далі змагання проходять за олімпійською системою.

## Участь НХЛ
10 лютого 2020 року Асоціація гравців Національної хокейної ліги (АГНХЛ) і Національна хокейна ліга домовилися щодо нового колективного договору, який, серед іншого, передбачає, що НХЛ розгляне можливість участі своїх гравців у зимових Олімпійських іграх 2022 і 2026. 22 липня 2021 року НХЛ опублікувала розклад сезону 2021–2022, який містив перерву на Олімпійські ігри, але водночас Ліга наголосила, що остаточної угоди щодо участі гравців НХЛ в Олімпіаді ще не досягнуто. 3 вересня 2021 року досягнуто угоду, що дозволяла гравцям НХЛ взяти участь в Олімпійських іграх. 22 грудня 2021 року НХЛ оголосила, що не відпустить гравців на Олімпійські ігри через зростання кількості випадків коронавірусної хвороби в усьому світі.

## Судді
На змагання обрано 14 рефері й 12 лайнсменів.
| Рефері - Максим Сидоренко - Майкл Кемпбелл - Олівер Гуен - Мартін Франьо - Мікко Каукокарі - Крістіан Вікман - Андре Шрадер - Андріс Ансонс - Роман Гофман - Євген Ромашко - Тобіас Бйорк - Лінус Елунд - Міхаель Черріг - Ендрю Бруггемен | Лайнсмени - Дастін Маккренк - Даніел Гинек - Їржі Ондрачек - Лаурі Нікулайнен - Гліб Лазарєв - Микита Шалагін - Дмитро Шишло - Людвіг Лундгрен - Андреас Мальмквіст - Давід Обвегесер - Вільям Генкок - Браян Олівер |

## Попередній раунд
Вказано місцевий час (UTC+8).

### Критерії розподілу місць
У кожній групі збірні посідають місця згідно з такими критеріями:
1. Кількість набраних очок (три очки за перемогу в основний час, два очки за перемогу в овертаймі або за буллітами, одне очко за поразку в овертаймі або за буллітами, жодного очка за поразку в основний час);
2. Якщо очок порівну, місце визначається результатом особистої зустрічі;
3. Якщо три збірні мають однакову кількість очок, діють такі критерії для визначення місць (якщо після цього тільки дві збірні мають однакові показники, то місце визначається результатом особистої зустрічі):
  1. Очки, набрані в особистих зустрічах;
  2. Різниця голів в особистих зустрічах;
  3. Кількість голів, забитих в особистих зустрічах;
  4. Результати матчів кожної з цих збірних з четвертою збірною в групі (очки, різниця голів, забиті голи);
  5. Місце в світовому рейтингу ІІХФ 2021.

### Група A
| Поз | Команда   | М | В | ВО | ПО | П | ГЗ | ГП | Різ | О | Кваліфікація           |
| --- | --------- | - | - | -- | -- | - | -- | -- | --- | - | ---------------------- |
| 1   | США       | 3 | 3 | 0  | 0  | 0 | 15 | 4  | +11 | 9 | Чвертьфінали           |
| 2   | Канада    | 3 | 2 | 0  | 0  | 1 | 12 | 5  | +7  | 6 | Кваліфікаційний плейоф |
| 3   | Німеччина | 3 | 1 | 0  | 0  | 2 | 6  | 10 | −4  | 3 | Кваліфікаційний плейоф |
| 4   | Китай (H) | 3 | 0 | 0  | 0  | 3 | 2  | 16 | −14 | 0 | Кваліфікаційний плейоф |

| 10 лютого 2022 21:10 v | США | 8–0 (1–0, 3–0, 4–0) | Китай | Державний палац спорту Пекіна (Пекін) 947 глядачів |

| звіт | звіт                                          | звіт     | звіт         | звіт                                                                               |
| --- | --------------------------------------------- | -------- | ------------ | ---------------------------------------------------------------------------------- |
| |                                               |          |              |                                                                                    |
| | Дрю Коммессо                                  | Воротарі | Джеремі Сміт | Судді: Мікко Каукокарі Міхаель Черріг Лінійні Судді: Лаурі Нікулайнен Дмитро Шишло |
| | голи:                                         |          |              | Судді: Мікко Каукокарі Міхаель Черріг Лінійні Судді: Лаурі Нікулайнен Дмитро Шишло |
| Бріссон (Ніс) – 10:38 / Кейтс (Фаррелл/Меєрс) – 25:32 / О'Нілл (М'єле/Фейбер) – 31:13 / Фаррелл (Абруццезе) – 38:07 / Кампфер (Фаррелл/Меєрс) – 41:06 / Меєрс (Фаррелл) – 50:19 / Бенірс (Абруццезе/Купер) – 52:00 / Фаррелл (Абделькадер/Геллесон) – 58:27 | 1–0 / 2–0 / 3–0 / 4–0 / 5–0 / 6–0 / 7–0 / 8–0 |          |              | Судді: Мікко Каукокарі Міхаель Черріг Лінійні Судді: Лаурі Нікулайнен Дмитро Шишло |
| |                                               |          |              | Судді: Мікко Каукокарі Міхаель Черріг Лінійні Судді: Лаурі Нікулайнен Дмитро Шишло |
| |                                               |          |              | Судді: Мікко Каукокарі Міхаель Черріг Лінійні Судді: Лаурі Нікулайнен Дмитро Шишло |
| |                                               |          |              | Судді: Мікко Каукокарі Міхаель Черріг Лінійні Судді: Лаурі Нікулайнен Дмитро Шишло |
| 10 хв | Штраф                                         | 10 хв    |              | Судді: Мікко Каукокарі Міхаель Черріг Лінійні Судді: Лаурі Нікулайнен Дмитро Шишло |
| |                                               |          |              |                                                                                    |
| | 55                                            | кидки    | 29           |                                                                                    |

| 10 лютого 2022 21:10 v | Канада | 5–1 (3–0, 1–1, 1–0) | Німеччина | Арена Укесон (Пекін) 685 глядачів |

| звіт | звіт                              | звіт                     | звіт               | звіт                                                                         |
| --- | --------------------------------- | ------------------------ | ------------------ | ---------------------------------------------------------------------------- |
| |                                   |                          |                    |                                                                              |
| | Едвард паскуале                   | Воротарі                 | Матіас Нідербергер | Судді: Тобіас Б'єрк Ендрю Бруггемен Лінійні Судді: Даніел Гинек Гліб Лазарєв |
| | голи:                             |                          |                    | Судді: Тобіас Б'єрк Ендрю Бруггемен Лінійні Судді: Даніел Гинек Гліб Лазарєв |
| Ґрант (Джонсон, Стріт) – 04:43 / Стріт (О'Делл, Джонсон) – 09:47 / Винник (Крекнелл, Деарне) – 10:19 / Норо (О'Делл, Стаал) – (PP) – 32:58 / Віл (Тамбелліні/Найт) – 51:22 | 1–0 / 2–0 / 3–0 / 3–1 / 4–1 / 5–1 | 30:45 – Рідер (Пфедерль) |                    | Судді: Тобіас Б'єрк Ендрю Бруггемен Лінійні Судді: Даніел Гинек Гліб Лазарєв |
| |                                   |                          |                    | Судді: Тобіас Б'єрк Ендрю Бруггемен Лінійні Судді: Даніел Гинек Гліб Лазарєв |
| |                                   |                          |                    | Судді: Тобіас Б'єрк Ендрю Бруггемен Лінійні Судді: Даніел Гинек Гліб Лазарєв |
| |                                   |                          |                    | Судді: Тобіас Б'єрк Ендрю Бруггемен Лінійні Судді: Даніел Гинек Гліб Лазарєв |
| 8 хв | Штраф                             | 4 хв                     |                    | Судді: Тобіас Б'єрк Ендрю Бруггемен Лінійні Судді: Даніел Гинек Гліб Лазарєв |
| |                                   |                          |                    |                                                                              |
| | 27                                | кидки                    | 24                 |                                                                              |

| 12 лютого 2022 12:10 v | Канада | 2–4 (1–2, 1–1, 0–1) | США | Державний палац спорту Пекіна (Пекін) 948 глядачів |

| звіт                                                               | звіт                              | звіт | звіт        | звіт                                                                          |
| ------------------------------------------------------------------ | --------------------------------- | --- | ----------- | ----------------------------------------------------------------------------- |
|                                                                    |                                   | |             |                                                                               |
|                                                                    | Едвард Паскуале                   | Воротарі | Штраус Манн | Судді: Андріс Ансонс Тобіас Б'єрк Лінійні Судді: Даніел Гинек Дастін Маккренк |
|                                                                    | голи:                             | |             | Судді: Андріс Ансонс Тобіас Б'єрк Лінійні Судді: Даніел Гинек Дастін Маккренк |
| Мет Робінсон (Го-Сенґ, Стаал) – 01:24 / Найт (Винник) (SH) – 34:13 | 1–0 / 1–1 / 1–2 / 1–3 / 2–3 / 2–4 | 02:34 – М'єле (О'Нілл, Кампфер) / 18:44 – Меєрс (Фаррелл, Сандерсон) / 22:37 – Бріссон (Шор) / 46:13 – Агостіно (М'єле) |             | Судді: Андріс Ансонс Тобіас Б'єрк Лінійні Судді: Даніел Гинек Дастін Маккренк |
|                                                                    |                                   | |             | Судді: Андріс Ансонс Тобіас Б'єрк Лінійні Судді: Даніел Гинек Дастін Маккренк |
|                                                                    |                                   | |             | Судді: Андріс Ансонс Тобіас Б'єрк Лінійні Судді: Даніел Гинек Дастін Маккренк |
|                                                                    |                                   | |             | Судді: Андріс Ансонс Тобіас Б'єрк Лінійні Судді: Даніел Гинек Дастін Маккренк |
| 4 хв                                                               | Штраф                             | 6 хв |             | Судді: Андріс Ансонс Тобіас Б'єрк Лінійні Судді: Даніел Гинек Дастін Маккренк |
|                                                                    |                                   | |             |                                                                               |
|                                                                    | 37                                | кидки | 27          |                                                                               |

| 12 лютого 2022 16:40 v | Німеччина | 3–2 (2–0, 1–1, 0–1) | Китай | Державний палац спорту Пекіна (Пекін) 804 глядачів |

| звіт                                                                     | звіт                        | звіт                                                  | звіт       | звіт                                                                          |
| ------------------------------------------------------------------------ | --------------------------- | ----------------------------------------------------- | ---------- | ----------------------------------------------------------------------------- |
|                                                                          |                             |                                                       |            |                                                                               |
|                                                                          | Денні аус ден Біркен        | Воротарі                                              | Оубан Юнлі | Судді: Стівен Рено Максим Сидоренко Лінійні Судді: Браян Олівер Їржі Ондрачек |
|                                                                          | голи:                       |                                                       |            | Судді: Стівен Рено Максим Сидоренко Лінійні Судді: Браян Олівер Їржі Ондрачек |
| Брандт – 13:33 / Гольцер (Кагун) – 16:24 / Кагун (Мюллер, Рідер) – 24:41 | 1–0 / 2–0 / 3–0 / 3–1 / 3–2 | 39:14 – Фу С. (Цзєке, Жуйан) / 49:00 – Ван (Є, Жуйан) |            | Судді: Стівен Рено Максим Сидоренко Лінійні Судді: Браян Олівер Їржі Ондрачек |
|                                                                          |                             |                                                       |            | Судді: Стівен Рено Максим Сидоренко Лінійні Судді: Браян Олівер Їржі Ондрачек |
|                                                                          |                             |                                                       |            | Судді: Стівен Рено Максим Сидоренко Лінійні Судді: Браян Олівер Їржі Ондрачек |
|                                                                          |                             |                                                       |            | Судді: Стівен Рено Максим Сидоренко Лінійні Судді: Браян Олівер Їржі Ондрачек |
| 12 хв                                                                    | Штраф                       | 6 хв                                                  |            | Судді: Стівен Рено Максим Сидоренко Лінійні Судді: Браян Олівер Їржі Ондрачек |
|                                                                          |                             |                                                       |            |                                                                               |
|                                                                          | 38                          | кидки                                                 | 16         |                                                                               |

| 13 лютого 2022 21:10 v | КНР | 0–5 (0–3, 0–1, 0–1) | Канада | Державний палац спорту Пекіна (Пекін) 904 глядачів |

| звіт  | звіт                        | звіт | звіт         | звіт                                                                          |
| ----- | --------------------------- | --- | ------------ | ----------------------------------------------------------------------------- |
|       |                             | |              |                                                                               |
|       | Оубань Юнлі                 | Воротарі | Метт Томкінс | Судді: Андріс Ансонс Ендрю Бруггемен Лінійні Судді: Даніел Гинек Гліб Лазарєв |
|       | голи:                       | |              | Судді: Андріс Ансонс Ендрю Бруггемен Лінійні Судді: Даніел Гинек Гліб Лазарєв |
|       | 0–1 / 0–2 / 0–3 / 0–4 / 0–5 | 02:09 – Стріт (Джонсон, О'Делл) / 06:44 – Тамбелліні (Ґрант, Вотерспун) / 10:06 – О'Делл (Го-Сенґ, Вотерспун) / 38:03 – Джонсон (Демерс, Віл) / 46:23 – Найт (Пауер, Го-Сенґ) (PP) |              | Судді: Андріс Ансонс Ендрю Бруггемен Лінійні Судді: Даніел Гинек Гліб Лазарєв |
|       |                             | |              | Судді: Андріс Ансонс Ендрю Бруггемен Лінійні Судді: Даніел Гинек Гліб Лазарєв |
|       |                             | |              | Судді: Андріс Ансонс Ендрю Бруггемен Лінійні Судді: Даніел Гинек Гліб Лазарєв |
|       |                             | |              | Судді: Андріс Ансонс Ендрю Бруггемен Лінійні Судді: Даніел Гинек Гліб Лазарєв |
| 10 хв | Штраф                       | 10 хв |              | Судді: Андріс Ансонс Ендрю Бруггемен Лінійні Судді: Даніел Гинек Гліб Лазарєв |
|       |                             | |              |                                                                               |
|       | 26                          | кидки | 44           |                                                                               |

| 13 лютого 2022 21:10 v | США | 3–2 (1–1, 1–0, 1–1) | Німеччина | Арена Укесон (Пекін) 708 глядачів |

| звіт                                                                                      | звіт                        | звіт                                                                     | звіт                 | звіт                                                                               |
| ----------------------------------------------------------------------------------------- | --------------------------- | ------------------------------------------------------------------------ | -------------------- | ---------------------------------------------------------------------------------- |
|                                                                                           |                             |                                                                          |                      |                                                                                    |
|                                                                                           | Дрю Коммессо                | Воротарі                                                                 | Денні аус ден Біркен | Судді: Євген Ромашко Максим Сидоренко Лінійні Судді: Давід Обвегесер Їржі Ондрачек |
|                                                                                           | голи:                       |                                                                          |                      | Судді: Євген Ромашко Максим Сидоренко Лінійні Судді: Давід Обвегесер Їржі Ондрачек |
| Кампфер (М'єле, Браян О'Нілл) (PP) – 04:26 / Ніс (Абруццезе, Несс) – 24:50 / Сміт – 42:47 | 0–1 / 1–1 / 2–1 / 3–1 / 3–2 | 02:00 – Гаґер (Плахта, Кагун) (PP) / 57:31 – Кюнгакль (Берґманн, Мюллер) |                      | Судді: Євген Ромашко Максим Сидоренко Лінійні Судді: Давід Обвегесер Їржі Ондрачек |
|                                                                                           |                             |                                                                          |                      | Судді: Євген Ромашко Максим Сидоренко Лінійні Судді: Давід Обвегесер Їржі Ондрачек |
|                                                                                           |                             |                                                                          |                      | Судді: Євген Ромашко Максим Сидоренко Лінійні Судді: Давід Обвегесер Їржі Ондрачек |
|                                                                                           |                             |                                                                          |                      | Судді: Євген Ромашко Максим Сидоренко Лінійні Судді: Давід Обвегесер Їржі Ондрачек |
| 12 хв                                                                                     | Штраф                       | 10 хв                                                                    |                      | Судді: Євген Ромашко Максим Сидоренко Лінійні Судді: Давід Обвегесер Їржі Ондрачек |
|                                                                                           |                             |                                                                          |                      |                                                                                    |
|                                                                                           | 32                          | кидки                                                                    | 26                   |                                                                                    |

### Група B
| Поз | Команда   | М | В | ВО | ПО | П | ГЗ | ГП | Різ | О | Кваліфікація           |
| --- | --------- | - | - | -- | -- | - | -- | -- | --- | - | ---------------------- |
| 1   | ОКР       | 3 | 2 | 0  | 1  | 0 | 8  | 6  | +2  | 7 | Чвертьфінали           |
| 2   | Данія     | 3 | 2 | 0  | 0  | 1 | 7  | 6  | +1  | 6 | Кваліфікаційний плейоф |
| 3   | Чехія     | 3 | 0 | 2  | 0  | 1 | 9  | 8  | +1  | 4 | Кваліфікаційний плейоф |
| 4   | Швейцарія | 3 | 0 | 0  | 1  | 2 | 4  | 8  | −4  | 1 | Кваліфікаційний плейоф |

| 9 лютого 2022 16:40 v | ОКР | 1–0 (1–0, 0–0, 0–0) | Швейцарія | Державний палац спорту Пекіна (Пекін) 934 глядачів |

| звіт                        | звіт         | звіт     | звіт       | звіт                                                                           |
| --------------------------- | ------------ | -------- | ---------- | ------------------------------------------------------------------------------ |
|                             |              |          |            |                                                                                |
|                             | Іван Федотов | Воротарі | Рето Берра | Судді: Андре Шрадер Максим Сидоренко Лінійні Судді: Браян Олівер Їржі Ондрачек |
|                             | голи:        |          |            | Судді: Андре Шрадер Максим Сидоренко Лінійні Судді: Браян Олівер Їржі Ондрачек |
| Слєпишев (Семьонов) – 19:57 | 1–0          |          |            | Судді: Андре Шрадер Максим Сидоренко Лінійні Судді: Браян Олівер Їржі Ондрачек |
|                             |              |          |            | Судді: Андре Шрадер Максим Сидоренко Лінійні Судді: Браян Олівер Їржі Ондрачек |
|                             |              |          |            | Судді: Андре Шрадер Максим Сидоренко Лінійні Судді: Браян Олівер Їржі Ондрачек |
|                             |              |          |            | Судді: Андре Шрадер Максим Сидоренко Лінійні Судді: Браян Олівер Їржі Ондрачек |
| 14 хв                       | Штраф        | 10 хв    |            | Судді: Андре Шрадер Максим Сидоренко Лінійні Судді: Браян Олівер Їржі Ондрачек |
|                             |              |          |            |                                                                                |
|                             | 30           | кидки    | 33         |                                                                                |

| 9 лютого 2022 21:10 v | Чехія | 1–2 (0–2, 1–0, 0–0) | Данія | Державний палац спорту Пекіна (Пекін) 891 глядачів |

| звіт                      | звіт            | звіт                                     | звіт          | звіт                                                                              |
| ------------------------- | --------------- | ---------------------------------------- | ------------- | --------------------------------------------------------------------------------- |
|                           |                 |                                          |               |                                                                                   |
|                           | Шимон Грубець   | Воротарі                                 | Себастьян Дам | Судді: Олівер Гуен Міхаель Черріг Лінійні Судді: Людвіг Лундгрен Лаурі Нікулайнен |
|                           | голи:           |                                          |               | Судді: Олівер Гуен Міхаель Черріг Лінійні Судді: Людвіг Лундгрен Лаурі Нікулайнен |
| Червенка (Коварж) – 23:45 | 0–1 / 0–2 / 1–2 | 11:21 – Лаурідсен / 17:23 – Нільсен (PS) |               | Судді: Олівер Гуен Міхаель Черріг Лінійні Судді: Людвіг Лундгрен Лаурі Нікулайнен |
|                           |                 |                                          |               | Судді: Олівер Гуен Міхаель Черріг Лінійні Судді: Людвіг Лундгрен Лаурі Нікулайнен |
|                           |                 |                                          |               | Судді: Олівер Гуен Міхаель Черріг Лінійні Судді: Людвіг Лундгрен Лаурі Нікулайнен |
|                           |                 |                                          |               | Судді: Олівер Гуен Міхаель Черріг Лінійні Судді: Людвіг Лундгрен Лаурі Нікулайнен |
| 2 хв                      | Штраф           | 6 хв                                     |               | Судді: Олівер Гуен Міхаель Черріг Лінійні Судді: Людвіг Лундгрен Лаурі Нікулайнен |
|                           |                 |                                          |               |                                                                                   |
|                           | 40              | кидки                                    | 17            |                                                                                   |

| 11 лютого 2022 12:10 | Данія | 0–2 (0–0, 0–1, 0–1) | ОКР | Державний палац спорту Пекіна (Пекін) 907 глядачів |

| звіт  | звіт           | звіт                                                            | звіт         | звіт                                                                                |
| ----- | -------------- | --------------------------------------------------------------- | ------------ | ----------------------------------------------------------------------------------- |
|       |                |                                                                 |              |                                                                                     |
|       | Фредерік Діхов | Воротарі                                                        | Іван Федотов | Судді: Майкл Кемпбелл Мартін Франьо Лінійні Судді: Вільям Генкок Андреас Мальмквіст |
|       | голи:          |                                                                 |              | Судді: Майкл Кемпбелл Мартін Франьо Лінійні Судді: Вільям Генкок Андреас Мальмквіст |
|       | 0–1 / 0–2      | 28:18 – Карнаухов (Слєпишев, Воронков) / 59:54 – Семьонов (ENG) |              | Судді: Майкл Кемпбелл Мартін Франьо Лінійні Судді: Вільям Генкок Андреас Мальмквіст |
|       |                |                                                                 |              | Судді: Майкл Кемпбелл Мартін Франьо Лінійні Судді: Вільям Генкок Андреас Мальмквіст |
|       |                |                                                                 |              | Судді: Майкл Кемпбелл Мартін Франьо Лінійні Судді: Вільям Генкок Андреас Мальмквіст |
|       |                |                                                                 |              | Судді: Майкл Кемпбелл Мартін Франьо Лінійні Судді: Вільям Генкок Андреас Мальмквіст |
| 10 хв | Штраф          | 2 хв                                                            |              | Судді: Майкл Кемпбелл Мартін Франьо Лінійні Судді: Вільям Генкок Андреас Мальмквіст |
|       |                |                                                                 |              |                                                                                     |
|       | 16             | кидки                                                           | 33           |                                                                                     |

| 11 лютого 2022 16:40 v | Чехія | 2–1 GWS (1–1, 0–0, 0–0) (OT: 0–0) (SO: 1–0) | Швейцарія | Державний палац спорту Пекіна (Пекін) 834 глядачів |

| звіт                            | звіт          | звіт                           | звіт             | звіт                                                                             |
| ------------------------------- | ------------- | ------------------------------ | ---------------- | -------------------------------------------------------------------------------- |
|                                 |               |                                |                  |                                                                                  |
|                                 | Шимон Грубець | Воротарі                       | Леонардо Дженоні | Судді: Андріс Ансонс Ендрю Бруггемен Лінійні Судді: Гліб Лазарєв Дастін Маккренк |
|                                 | голи:         |                                |                  | Судді: Андріс Ансонс Ендрю Бруггемен Лінійні Судді: Гліб Лазарєв Дастін Маккренк |
| Смейкал (Клок, Зогорна) – 04:33 | 1–0 / 1–1     | 08:34 – Гаас (Андрігетто) (PP) |                  | Судді: Андріс Ансонс Ендрю Бруггемен Лінійні Судді: Гліб Лазарєв Дастін Маккренк |
|                                 |               |                                |                  | Судді: Андріс Ансонс Ендрю Бруггемен Лінійні Судді: Гліб Лазарєв Дастін Маккренк |
|                                 |               |                                |                  | Судді: Андріс Ансонс Ендрю Бруггемен Лінійні Судді: Гліб Лазарєв Дастін Маккренк |
|                                 |               |                                |                  | Судді: Андріс Ансонс Ендрю Бруггемен Лінійні Судді: Гліб Лазарєв Дастін Маккренк |
| 10 хв                           | Штраф         | 4 хв                           |                  | Судді: Андріс Ансонс Ендрю Бруггемен Лінійні Судді: Гліб Лазарєв Дастін Маккренк |
|                                 |               |                                |                  |                                                                                  |
|                                 | 36            | кидки                          | 25               |                                                                                  |

| 12 лютого 2022 21:10 v | ОКР | 5–6 (OT) | Чехія | Державний палац спорту Пекіна (Пекін) |

| звіт                             | звіт         | звіт                                          | звіт          | звіт                                                                                |
| -------------------------------- | ------------ | --------------------------------------------- | ------------- | ----------------------------------------------------------------------------------- |
|                                  |              |                                               |               |                                                                                     |
|                                  | Іван Федотов | Воротарі                                      | Шимон Грубець | Судді: Мікко Каукокарі Мікаель Норд Лінійні Судді: Людвіг Лундгрен Лаурі Нікулайнен |
|                                  | голи:        |                                               |               | Судді: Мікко Каукокарі Мікаель Норд Лінійні Судді: Людвіг Лундгрен Лаурі Нікулайнен |
| Ткачов (Гусєв, Нестеров) – 04:51 | 1–0 / 1–1    | 12:37 – Кундратек (Червенка, Странський) (PP) |               | Судді: Мікко Каукокарі Мікаель Норд Лінійні Судді: Людвіг Лундгрен Лаурі Нікулайнен |
|                                  |              |                                               |               | Судді: Мікко Каукокарі Мікаель Норд Лінійні Судді: Людвіг Лундгрен Лаурі Нікулайнен |
|                                  |              |                                               |               | Судді: Мікко Каукокарі Мікаель Норд Лінійні Судді: Людвіг Лундгрен Лаурі Нікулайнен |
|                                  |              |                                               |               | Судді: Мікко Каукокарі Мікаель Норд Лінійні Судді: Людвіг Лундгрен Лаурі Нікулайнен |
|                                  |              |                                               |               | Судді: Мікко Каукокарі Мікаель Норд Лінійні Судді: Людвіг Лундгрен Лаурі Нікулайнен |
|                                  |              |                                               |               |                                                                                     |

| 12 лютого 2022 21:10 v | Швейцарія | 3–5 (1–0, 0–3, 2–2) | Данія | Арена Укесон (Пекін) |

| звіт                           | звіт       | звіт     | звіт           | звіт                                                                                 |
| ------------------------------ | ---------- | -------- | -------------- | ------------------------------------------------------------------------------------ |
|                                |            |          |                |                                                                                      |
|                                | Рето Берра | Воротарі | Фредерік Діхов | Судді: Роман Гофман Крістіан Вікман Лінійні Судді: Андреас Мальмквіст Микита Шалагін |
|                                | голи:      |          |                | Судді: Роман Гофман Крістіан Вікман Лінійні Судді: Андреас Мальмквіст Микита Шалагін |
| Корві (Вебер, Тюркауф) – 15:59 | 1–0        |          |                | Судді: Роман Гофман Крістіан Вікман Лінійні Судді: Андреас Мальмквіст Микита Шалагін |
|                                |            |          |                | Судді: Роман Гофман Крістіан Вікман Лінійні Судді: Андреас Мальмквіст Микита Шалагін |
|                                |            |          |                | Судді: Роман Гофман Крістіан Вікман Лінійні Судді: Андреас Мальмквіст Микита Шалагін |
|                                |            |          |                | Судді: Роман Гофман Крістіан Вікман Лінійні Судді: Андреас Мальмквіст Микита Шалагін |
|                                |            |          |                | Судді: Роман Гофман Крістіан Вікман Лінійні Судді: Андреас Мальмквіст Микита Шалагін |
|                                |            |          |                |                                                                                      |

### Група C
| Поз | Команда    | М | В | ВО | ПО | П | ГЗ | ГП | Різ | О | Кваліфікація           |
| --- | ---------- | - | - | -- | -- | - | -- | -- | --- | - | ---------------------- |
| 1   | Фінляндія  | 3 | 2 | 1  | 0  | 0 | 13 | 6  | +7  | 8 | Чвертьфінали           |
| 2   | Швеція     | 3 | 2 | 0  | 1  | 0 | 10 | 7  | +3  | 7 | Чвертьфінали           |
| 3   | Словаччина | 3 | 1 | 0  | 0  | 2 | 8  | 12 | −4  | 3 | Кваліфікаційний плейоф |
| 4   | Латвія     | 3 | 0 | 0  | 0  | 3 | 5  | 11 | −6  | 0 | Кваліфікаційний плейоф |

| 10 лютого 2022 12:10 v | Швеція | 3–2 (1–0, 2–1, 0–1) | Латвія | Державний палац спорту Пекіна (Пекін) 873 глядачів |

| звіт | звіт                        | звіт                                                                                          | звіт            | звіт                                                                             |
| --- | --------------------------- | --------------------------------------------------------------------------------------------- | --------------- | -------------------------------------------------------------------------------- |
| |                             |                                                                                               |                 |                                                                                  |
| | Ларс Юганссон               | Воротарі                                                                                      | Іварс Пунненовс | Судді: Мартін Франьо Крістіан Вікман Лінійні Судді: Вільям Генкок Микита Шалагін |
| | голи:                       |                                                                                               |                 | Судді: Мартін Франьо Крістіан Вікман Лінійні Судді: Вільям Генкок Микита Шалагін |
| Валльмарк (Гольмберґ, Олофссон) – 09:42 / Ландер (Броме, Карл Клінґберґ) – 20:30 / Валльмарк (Теммернес, Пудас) (PP) – 33:39 | 1–0 / 2–0 / 3–0 / 3–1 / 3–2 | 36:07 – Крастенбергс (Балінскіс, Дарзіньш) (PP) / 46:48 – Єлісеєвс (Дарзіньш, Балінскіс) (PP) |                 | Судді: Мартін Франьо Крістіан Вікман Лінійні Судді: Вільям Генкок Микита Шалагін |
| |                             |                                                                                               |                 | Судді: Мартін Франьо Крістіан Вікман Лінійні Судді: Вільям Генкок Микита Шалагін |
| |                             |                                                                                               |                 | Судді: Мартін Франьо Крістіан Вікман Лінійні Судді: Вільям Генкок Микита Шалагін |
| |                             |                                                                                               |                 | Судді: Мартін Франьо Крістіан Вікман Лінійні Судді: Вільям Генкок Микита Шалагін |
| 8 хв | Штраф                       | 10 хв                                                                                         |                 | Судді: Мартін Франьо Крістіан Вікман Лінійні Судді: Вільям Генкок Микита Шалагін |
| |                             |                                                                                               |                 |                                                                                  |
| | 26                          | кидки                                                                                         | 17              |                                                                                  |

| 10 лютого 2022 16:40 v | Фінляндія | 6–2 (3–1, 1–1, 2–0) | Словаччина | Державний палац спорту Пекіна (Пекін) 929 глядачів |

| звіт | звіт                                          | звіт                                                                    | звіт             | звіт                                                                         |
| --- | --------------------------------------------- | ----------------------------------------------------------------------- | ---------------- | ---------------------------------------------------------------------------- |
| |                                               |                                                                         |                  |                                                                              |
| | Харрі Сятері                                  | Воротарі                                                                | Браніслав Конрад | Судді: Стівен Рено Євген Ромашко Лінійні Судді: Давід Обвегесер Браян Олівер |
| | голи:                                         |                                                                         |                  | Судді: Стівен Рено Євген Ромашко Лінійні Судді: Давід Обвегесер Браян Олівер |
| Маннінен (Хартікайнен, Покка) – 10:17 / Песонен (Аалтонен, Фільппула) (PP) – 14:22 / Аалтонен (Няттінен) – 18:20 / Маннінен (Гранлунд, Легтонен) – 29:28 / Маннінен (Хартікайнен) – 40:16 / Аалтонен (Оямякі, Ватанен) (PP) – 54:57 | 0–1 / 1–1 / 2–1 / 3–1 / 4–1 / 4–2 / 5–2 / 6–2 | 05:33 – Слафковський (Роман) / 31:49 – Слафковський (Черешняк, Регенда) |                  | Судді: Стівен Рено Євген Ромашко Лінійні Судді: Давід Обвегесер Браян Олівер |
| |                                               |                                                                         |                  | Судді: Стівен Рено Євген Ромашко Лінійні Судді: Давід Обвегесер Браян Олівер |
| |                                               |                                                                         |                  | Судді: Стівен Рено Євген Ромашко Лінійні Судді: Давід Обвегесер Браян Олівер |
| |                                               |                                                                         |                  | Судді: Стівен Рено Євген Ромашко Лінійні Судді: Давід Обвегесер Браян Олівер |
| 10 хв | Штраф                                         | 6 хв                                                                    |                  | Судді: Стівен Рено Євген Ромашко Лінійні Судді: Давід Обвегесер Браян Олівер |
| |                                               |                                                                         |                  |                                                                              |
| | 30                                            | кидки                                                                   | 33               |                                                                              |

| 11 лютого 2022 16:40 v | Швеція | 4–1 (3–0, 0–0, 1–1) | Словаччина | Арена Укесон (Пекін) 653 глядачів |

| звіт | звіт                        | звіт                          | звіт        | звіт                                                                          |
| --- | --------------------------- | ----------------------------- | ----------- | ----------------------------------------------------------------------------- |
| |                             |                               |             |                                                                               |
| | Маґнус Гелльберґ            | Воротарі                      | Матей Томек | Судді: Євген Ромашко Андре Шрадер Лінійні Судді: Давід Обвегесер Браян Олівер |
| | голи:                       |                               |             | Судді: Євген Ромашко Андре Шрадер Лінійні Судді: Давід Обвегесер Браян Олівер |
| Нордстрем (Бенґтссон, Фріберг) – 11:22 / Валльмарк (Пудас, Теммернес) (PP2) – 18:10 / Фріберг (Гольм, Нордстрем) – 19:55 / Клінґберґ (Ландер, Бруме) (ENG) – 57:44 | 1–0 / 2–0 / 3–0 / 4–0 / 4–1 | 58:18 – Слафковський (Немець) |             | Судді: Євген Ромашко Андре Шрадер Лінійні Судді: Давід Обвегесер Браян Олівер |
| |                             |                               |             | Судді: Євген Ромашко Андре Шрадер Лінійні Судді: Давід Обвегесер Браян Олівер |
| |                             |                               |             | Судді: Євген Ромашко Андре Шрадер Лінійні Судді: Давід Обвегесер Браян Олівер |
| |                             |                               |             | Судді: Євген Ромашко Андре Шрадер Лінійні Судді: Давід Обвегесер Браян Олівер |
| 12 хв | Штраф                       | 12 хв                         |             | Судді: Євген Ромашко Андре Шрадер Лінійні Судді: Давід Обвегесер Браян Олівер |
| |                             |                               |             |                                                                               |
| | 29                          | кидки                         | 41          |                                                                               |

| 11 лютого 2022 21:10 v | Латвія | 1–3 (0–0, 0–1, 1–2) | Фінляндія | Арена Укесон (Пекін) 904 глядачів |

| звіт                                        | звіт                  | звіт | звіт         | звіт                                                                        |
| ------------------------------------------- | --------------------- | --- | ------------ | --------------------------------------------------------------------------- |
|                                             |                       | |              |                                                                             |
|                                             | Яніс Калниньш         | Воротарі | Харрі Сятері | Судді: Олівер Гуен Мікаель Норд Лінійні Судді: Людвіг Лундгрен Дмитро Шишло |
|                                             | голи:                 | |              | Судді: Олівер Гуен Мікаель Норд Лінійні Судді: Людвіг Лундгрен Дмитро Шишло |
| Аболс (Крастенбергс, Смірновс) (PP) – 43:01 | 0–1 / 1–1 / 1–2 / 1–3 | 37:59 – Кеміляйнен (Легтонен, Няттінен) / 54:42 – Комаров (Хієтанен, Охтамаа) / 58:43 – Анттіла (Мяеналанен, Ліндбом) |              | Судді: Олівер Гуен Мікаель Норд Лінійні Судді: Людвіг Лундгрен Дмитро Шишло |
|                                             |                       | |              | Судді: Олівер Гуен Мікаель Норд Лінійні Судді: Людвіг Лундгрен Дмитро Шишло |
|                                             |                       | |              | Судді: Олівер Гуен Мікаель Норд Лінійні Судді: Людвіг Лундгрен Дмитро Шишло |
|                                             |                       | |              | Судді: Олівер Гуен Мікаель Норд Лінійні Судді: Людвіг Лундгрен Дмитро Шишло |
| 6 хв                                        | Штраф                 | 4 хв |              | Судді: Олівер Гуен Мікаель Норд Лінійні Судді: Людвіг Лундгрен Дмитро Шишло |
|                                             |                       | |              |                                                                             |
|                                             | 20                    | кидки | 38           |                                                                             |

| 13 лютого 2022 12:10 v | Словаччина | 5–2 (1–1, 2–0, 2–1) | Латвія | Державний палац спорту Пекіна (Пекін) 943 глядачів |

| звіт | звіт                                    | звіт                                                                        | звіт          | звіт                                                                        |
| --- | --------------------------------------- | --------------------------------------------------------------------------- | ------------- | --------------------------------------------------------------------------- |
| |                                         |                                                                             |               |                                                                             |
| | Патрік Рибар                            | Воротарі                                                                    | Яніс Калниньш | Судді: Олівер Гуен Мікаель Норд Лінійні Судді: Людвіг Лундгрен Дмитро Шишло |
| | голи:                                   |                                                                             |               | Судді: Олівер Гуен Мікаель Норд Лінійні Судді: Людвіг Лундгрен Дмитро Шишло |
| Маринчич (Юрчо, Гудачек) – 11:00 / Цегларик (Гривик, Такач) – 26:17 / Слафковський – 31:16 / Зузін (Келемен, Черешняк) – 49:21 / Юрчо (ENG) – 59:59 | 1–0 / 1–1 / 2–1 / 3–1 / 3–2 / 4–2 / 5–2 | 15:46 – Кєниньш (Аболс, Крастенбергс) / 42:07 – Індрашіс (Мейя, Цибульскіс) |               | Судді: Олівер Гуен Мікаель Норд Лінійні Судді: Людвіг Лундгрен Дмитро Шишло |
| |                                         |                                                                             |               | Судді: Олівер Гуен Мікаель Норд Лінійні Судді: Людвіг Лундгрен Дмитро Шишло |
| |                                         |                                                                             |               | Судді: Олівер Гуен Мікаель Норд Лінійні Судді: Людвіг Лундгрен Дмитро Шишло |
| |                                         |                                                                             |               | Судді: Олівер Гуен Мікаель Норд Лінійні Судді: Людвіг Лундгрен Дмитро Шишло |
| 4 хв | Штраф                                   | 2 хв                                                                        |               | Судді: Олівер Гуен Мікаель Норд Лінійні Судді: Людвіг Лундгрен Дмитро Шишло |
| |                                         |                                                                             |               |                                                                             |
| | 33                                      | кидки                                                                       | 20            |                                                                             |

| 13 лютого 2022 16:40 v | Фінляндія | 4–3 OT (0–0, 0–3, 3–0) (OT: 1–0) | Швеція | Державний палац спорту Пекіна (Пекін) 963 глядачів |

| звіт | звіт                                    | звіт | звіт             | звіт                                                                           |
| --- | --------------------------------------- | --- | ---------------- | ------------------------------------------------------------------------------ |
| |                                         | |                  |                                                                                |
| | Юго Олкінуора                           | Воротарі | Маґнус Гелльберґ | Судді: Майкл Кемпбелл Роман Гофман Лінійні Судді: Вільям Генкок Микита Шалагін |
| | голи:                                   | |                  | Судді: Майкл Кемпбелл Роман Гофман Лінійні Судді: Вільям Генкок Микита Шалагін |
| Хартікайнен (Маннінен, Ватанен) (PP) – 45:34 / Пакарінен (Хартікайнен, Маннінен) (PP) – 55:30 / Пакарінен (Легтонен, Хартікайнен) – 57:11 / Песонен – 62:01 | 0–1 / 0–2 / 0–3 / 1–3 / 2–3 / 3–3 / 4–3 | 24:24 – Валльмарк (Теммернес, Пудас) (PP) / 28:39 – Бенґтссон (Теммернес, Бруме) (PP) / 31:36 – Ландер (Пудас, Клінґберґ) (PP) |                  | Судді: Майкл Кемпбелл Роман Гофман Лінійні Судді: Вільям Генкок Микита Шалагін |
| |                                         | |                  | Судді: Майкл Кемпбелл Роман Гофман Лінійні Судді: Вільям Генкок Микита Шалагін |
| |                                         | |                  | Судді: Майкл Кемпбелл Роман Гофман Лінійні Судді: Вільям Генкок Микита Шалагін |
| |                                         | |                  | Судді: Майкл Кемпбелл Роман Гофман Лінійні Судді: Вільям Генкок Микита Шалагін |
| 37 хв | Штраф                                   | 8 хв |                  | Судді: Майкл Кемпбелл Роман Гофман Лінійні Судді: Вільям Генкок Микита Шалагін |
| |                                         | |                  |                                                                                |
| | 27                                      | кидки | 30               |                                                                                |

### Рейтинг після попереднього раунду
Після завершення попереднього раунду всі збірні отримують рейтинг від 1D до 12D. Щоб визначити його, застосовують такі критерії:
1. вище місце в групі
2. більша кількість очок
3. краща різниця забитих і пропущених голів
4. більша кількість забитих голів
5. вище місце в світовому рейтингу ІІХФ.

## Раунд плей-оф

### Сітка
|  | Плейоф     | Плейоф     |                  |   | Чвертьфінали            | Чвертьфінали            |   |  | Півфінали | Півфінали |  |  | Фінал | Фінал |
|  |            |            |                  |   |                         |                         |   |  |           |           |  |  |       |       |
|  |            |            |                  |   |                         |                         |   |  |           |           |  |  |       |       |
|  |            |            |                  |   |                         |                         |   |  |           |           |  |  |       |       |
|  |            |            |                  |   |                         |                         |   |  |           |           |  |  |       |       |
|  | 16 лютого  |            |                  |   |                         |                         |   |  |           |           |  |  |       |       |
|  |            |            |                  |   |                         |                         |   |  |           |           |  |  |       |       |
|  | США        | 2          |                  |   |                         |                         |   |  |           |           |  |  |       |       |
|  | США        | 2          | 15 лютого        |   |                         |                         |   |  |           |           |  |  |       |       |
|  |            |            | Словаччина (GWS) | 3 |                         |                         |   |  |           |           |  |  |       |       |
|  | Словаччина | 4          | Словаччина (GWS) | 3 |                         |                         |   |  |           |           |  |  |       |       |
|  | Словаччина | 4          | 18 лютого        |   |                         |                         |   |  |           |           |  |  |       |       |
|  | Німеччина  | 0          |                  |   |                         |                         |   |  |           |           |  |  |       |       |
|  | Німеччина  | 0          | Фінляндія        | 2 |                         |                         |   |  |           |           |  |  |       |       |
|  |            |            | Фінляндія        | 2 |                         |                         |   |  |           |           |  |  |       |       |
|  |            | Словаччина | 0                |   |                         |                         |   |  |           |           |  |  |       |       |
|  |            | Словаччина | 0                |   |                         |                         |   |  |           |           |  |  |       |       |
|  | 16 лютого  |            |                  |   |                         |                         |   |  |           |           |  |  |       |       |
|  |            |            |                  |   |                         |                         |   |  |           |           |  |  |       |       |
|  | Фінляндія  | 5          |                  |   |                         |                         |   |  |           |           |  |  |       |       |
|  | Фінляндія  | 5          | 15 лютого        |   |                         |                         |   |  |           |           |  |  |       |       |
|  |            |            | Швейцарія        | 1 |                         |                         |   |  |           |           |  |  |       |       |
|  | Канада     | 7          | Швейцарія        | 1 |                         |                         |   |  |           |           |  |  |       |       |
|  | Канада     | 7          | 20 лютого        |   |                         |                         |   |  |           |           |  |  |       |       |
|  | Китай      | 2          |                  |   |                         |                         |   |  |           |           |  |  |       |       |
|  | Китай      | 2          | Фінляндія        | 2 |                         |                         |   |  |           |           |  |  |       |       |
|  |            |            | Фінляндія        | 2 |                         |                         |   |  |           |           |  |  |       |       |
|  |            | ОКР        | 1                |   |                         |                         |   |  |           |           |  |  |       |       |
|  |            | ОКР        | 1                |   |                         |                         |   |  |           |           |  |  |       |       |
|  | 16 лютого  |            |                  |   |                         |                         |   |  |           |           |  |  |       |       |
|  |            |            |                  |   |                         |                         |   |  |           |           |  |  |       |       |
|  | ОКР        | 3          |                  |   |                         |                         |   |  |           |           |  |  |       |       |
|  | ОКР        | 3          | 15 лютого        |   |                         |                         |   |  |           |           |  |  |       |       |
|  |            |            | Данія            | 1 |                         |                         |   |  |           |           |  |  |       |       |
|  | Чехія      | 2          | Данія            | 1 |                         |                         |   |  |           |           |  |  |       |       |
|  | Чехія      | 2          | 18 лютого        |   |                         |                         |   |  |           |           |  |  |       |       |
|  | Швейцарія  | 4          |                  |   |                         |                         |   |  |           |           |  |  |       |       |
|  | Швейцарія  | 4          | ОКР              | 2 |                         |                         |   |  |           |           |  |  |       |       |
|  |            |            | ОКР              | 2 |                         |                         |   |  |           |           |  |  |       |       |
|  |            | Швеція     | 1                |   | Матч за бронзові медалі | Матч за бронзові медалі |   |  |           |           |  |  |       |       |
|  |            | Швеція     | 1                |   | Матч за бронзові медалі | Матч за бронзові медалі |   |  |           |           |  |  |       |       |
|  | 16 лютого  | 16 лютого  |                  |   | 19 лютого               | 19 лютого               |   |  |           |           |  |  |       |       |
|  | 16 лютого  | 16 лютого  |                  |   | 19 лютого               | 19 лютого               |   |  |           |           |  |  |       |       |
|  | Швеція     | 2          | Швеція           | 0 |                         |                         |   |  |           |           |  |  |       |       |
|  | Швеція     | 2          | Швеція           | 0 | 15 лютого               |                         |   |  |           |           |  |  |       |       |
|  |            |            | Канада           | 0 |                         | Словаччина              | 4 |  |           |           |  |  |       |       |
|  | Данія      | 3          | Канада           | 0 |                         | Словаччина              | 4 |  |           |           |  |  |       |       |
|  | Данія      | 3          |                  |   |                         |                         |   |  |           |           |  |  |       |       |
|  | Латвія     | 2          |                  |   |                         |                         |   |  |           |           |  |  |       |       |
|  | Латвія     | 2          |                  |   |                         |                         |   |  |           |           |  |  |       |       |

### Плей-оф
| 15 лютого 2022 12:10 v | Словаччина | 4–0 (1–0, 2–0, 1–0) | Німеччина | Державний палац спорту Пекіна (Пекін) 926 глядачів |

| звіт | звіт                  | звіт     | звіт               | звіт                                                                          |
| --- | --------------------- | -------- | ------------------ | ----------------------------------------------------------------------------- |
| |                       |          |                    |                                                                               |
| | Патрік Рибар          | Воротарі | Матіас Нідерберґер | Судді: Тобіас Б'єрк Мікаель Норд Лінійні Судді: Гліб Лазарєв Лаурі Нікулайнен |
| | голи:                 |          |                    | Судді: Тобіас Б'єрк Мікаель Норд Лінійні Судді: Гліб Лазарєв Лаурі Нікулайнен |
| Гудачек (Поспішил, Гернат) – 11:05 / Цегларик (Гернат, Гривик) – 27:01 / Кріштоф (Княжко, Черешняк) – 28:45 / Гривик (Цегларик, Такач) (ENG) – 57:56 | 1–0 / 2–0 / 3–0 / 4–0 |          |                    | Судді: Тобіас Б'єрк Мікаель Норд Лінійні Судді: Гліб Лазарєв Лаурі Нікулайнен |
| |                       |          |                    | Судді: Тобіас Б'єрк Мікаель Норд Лінійні Судді: Гліб Лазарєв Лаурі Нікулайнен |
| |                       |          |                    | Судді: Тобіас Б'єрк Мікаель Норд Лінійні Судді: Гліб Лазарєв Лаурі Нікулайнен |
| |                       |          |                    | Судді: Тобіас Б'єрк Мікаель Норд Лінійні Судді: Гліб Лазарєв Лаурі Нікулайнен |
| 8 хв | Штраф                 | 33 хв    |                    | Судді: Тобіас Б'єрк Мікаель Норд Лінійні Судді: Гліб Лазарєв Лаурі Нікулайнен |
| |                       |          |                    |                                                                               |
| | 34                    | кидки    | 21                 |                                                                               |

| 15 лютого 2022 12:10 v | Данія | 3–2 (1–1, 1–1, 1–0) | Латвія | Арена Укесон (Пекін) 726 глядачів |

| звіт                                                                                                   | звіт                        | звіт                                                                                          | звіт          | звіт                                                                           |
| --- | --------------------------- | --------------------------------------------------------------------------------------------- | ------------- | ------------------------------------------------------------------------------ |
| |                             |                                                                                               |               |                                                                                |
| | Себастьян Дам               | Воротарі                                                                                      | Яніс Калниньш | Судді: Ендрю Бруггема Андре Шрадер Лінійні Судді: Дастін Маккренк Дмитро Шишло |
| | голи:                       |                                                                                               |               | Судді: Ендрю Бруггема Андре Шрадер Лінійні Судді: Дастін Маккренк Дмитро Шишло |
| Поульсен (Якобсен, Лассен) – 12:02 / Якобсен (Маєр) – 36:57 / Лаурідсен (Бедкер, Нільсен) (PP) – 41:45 | 1–0 / 1–1 / 1–2 / 2–2 / 3–2 | 16:23 – Дарзіньш (Крастенбергс, Цибульскіс) / 22:33 – Дарзіньш (Балінскіс, Крастенбергс) (PP) |               | Судді: Ендрю Бруггема Андре Шрадер Лінійні Судді: Дастін Маккренк Дмитро Шишло |
| |                             |                                                                                               |               | Судді: Ендрю Бруггема Андре Шрадер Лінійні Судді: Дастін Маккренк Дмитро Шишло |
| |                             |                                                                                               |               | Судді: Ендрю Бруггема Андре Шрадер Лінійні Судді: Дастін Маккренк Дмитро Шишло |
| |                             |                                                                                               |               | Судді: Ендрю Бруггема Андре Шрадер Лінійні Судді: Дастін Маккренк Дмитро Шишло |
| 8 хв                                                                                                   | Штраф                       | 8 хв                                                                                          |               | Судді: Ендрю Бруггема Андре Шрадер Лінійні Судді: Дастін Маккренк Дмитро Шишло |
| |                             |                                                                                               |               |                                                                                |
| | 31                          | кидки                                                                                         | 27            |                                                                                |

| 15 лютого 2022 16:40 v | Чехія | 2–4 (1–2, 0–1, 1–1) | Швейцарія | Державний палац спорту Пекіна (Пекін) 990 глядачів |

| звіт                                                                       | звіт                              | звіт | звіт             | звіт                                                                                  |
| -------------------------------------------------------------------------- | --------------------------------- | --- | ---------------- | ------------------------------------------------------------------------------------- |
|                                                                            |                                   | |                  |                                                                                       |
|                                                                            | Шимон Грубець                     | Воротарі | Леонардо Дженоні | Судді: Роман Гофман Мікко Каукокарі Лінійні Судді: Людвіг Лундгрен Андреас Мальмквіст |
|                                                                            | голи:                             | |                  | Судді: Роман Гофман Мікко Каукокарі Лінійні Судді: Людвіг Лундгрен Андреас Мальмквіст |
| Клок (Кнот, Червенка) – 10:08 / Червенка (Крейчі, Коварж) (PP, EA) – 55:59 | 1–0 / 1–1 / 1–2 / 1–3 / 1–4 / 2–4 | 14:59 – Амбюль (Тюркауф, Корві) (PP) / 15:12 – Мотте (Голленштайн, Діас) / 29:53 – Мальгін (Алатало, Андрігетто) (PP) / 54:57 – Діас (Андрігетто, Герцоґ) |                  | Судді: Роман Гофман Мікко Каукокарі Лінійні Судді: Людвіг Лундгрен Андреас Мальмквіст |
|                                                                            |                                   | |                  | Судді: Роман Гофман Мікко Каукокарі Лінійні Судді: Людвіг Лундгрен Андреас Мальмквіст |
|                                                                            |                                   | |                  | Судді: Роман Гофман Мікко Каукокарі Лінійні Судді: Людвіг Лундгрен Андреас Мальмквіст |
|                                                                            |                                   | |                  | Судді: Роман Гофман Мікко Каукокарі Лінійні Судді: Людвіг Лундгрен Андреас Мальмквіст |
| 6 хв                                                                       | Штраф                             | 4 хв |                  | Судді: Роман Гофман Мікко Каукокарі Лінійні Судді: Людвіг Лундгрен Андреас Мальмквіст |
|                                                                            |                                   | |                  |                                                                                       |
|                                                                            | 33                                | кидки | 18               |                                                                                       |

| 15 лютого 2022 21:10 v | Канада | 7–2 (2–1, 3–1, 2–0) | Китай | Державний палац спорту Пекіна (Пекін) 994 глядачів |

| звіт | звіт                                                | звіт                                                             | звіт         | звіт                                                                               |
| --- | --------------------------------------------------- | ---------------------------------------------------------------- | ------------ | ---------------------------------------------------------------------------------- |
| |                                                     |                                                                  |              |                                                                                    |
| | Метт Томкінс                                        | Воротарі                                                         | Джеремі Сміт | Судді: Міхаель Черріг Крістіан Вікман Лінійні Судді: Давід Обвегесер Їржі Ондрачек |
| | голи:                                               |                                                                  |              | Судді: Міхаель Черріг Крістіан Вікман Лінійні Судді: Давід Обвегесер Їржі Ондрачек |
| Віл (Тамбелліні, Норо) (PP) – 06:57 / Віл (Стаал, Тамбелліні) (PP) - 09:55 / Тамбелліні (Норо, Віл) (PP) - 26:36 / Тамбелліні (PS) - 28:39 / О'Делл (Демерс, Джонсон) - 32:05 / Стаал (Мактавіш, Макбейн) - 55:55 / Макбейн (Норо, Тамбелліні) - 58:19 | 1–0 / 2–0 / 2–1 / 3–1 / 4–1 / 5–1 / 5–2 / 6–2 / 7–2 | 15:32 - Ань Цзянь (Верек) / 38:59 - Ань Цзянь (Чжун, Цзєке) (PP) |              | Судді: Міхаель Черріг Крістіан Вікман Лінійні Судді: Давід Обвегесер Їржі Ондрачек |
| |                                                     |                                                                  |              | Судді: Міхаель Черріг Крістіан Вікман Лінійні Судді: Давід Обвегесер Їржі Ондрачек |
| |                                                     |                                                                  |              | Судді: Міхаель Черріг Крістіан Вікман Лінійні Судді: Давід Обвегесер Їржі Ондрачек |
| |                                                     |                                                                  |              | Судді: Міхаель Черріг Крістіан Вікман Лінійні Судді: Давід Обвегесер Їржі Ондрачек |
| 15 хв | Штраф                                               | 18 хв                                                            |              | Судді: Міхаель Черріг Крістіан Вікман Лінійні Судді: Давід Обвегесер Їржі Ондрачек |
| |                                                     |                                                                  |              |                                                                                    |
| | 45                                                  | кидки                                                            | 29           |                                                                                    |

### Чвертьфінали
| 16 лютого 2022 12:10 v | США | 2–3 GWS (1–1, 1–0, 0–1) (OT: 0–0) (Бул: 0–1) | Словаччина | Державний палац спорту Пекіна (Пекін) 1,059 глядачів |

| звіт                                                                  | звіт                  | звіт                                                                                  | звіт         | звіт                                                                           |
| --------------------------------------------------------------------- | --------------------- | ------------------------------------------------------------------------------------- | ------------ | ------------------------------------------------------------------------------ |
|                                                                       |                       |                                                                                       |              |                                                                                |
|                                                                       | Штраус Манн           | Воротарі                                                                              | Патрік Рибар | Судді: Тобіас Б'єрк Роман Гофман Лінійні Судді: Дастін Маккренк Микита Шалагін |
|                                                                       | голи:                 |                                                                                       |              | Судді: Тобіас Б'єрк Роман Гофман Лінійні Судді: Дастін Маккренк Микита Шалагін |
| Абруццезе (Бенірс, Кампфер) – 19:14 / Гентґес (Пербікс, Сміт) – 28:56 | 0–1 / 1–1 / 2–1 / 2–2 | 11:45 – Слафковський (Черешняк, Регенда) / 59:16 – Гривик (Чайковський, Гудачек) (EA) |              | Судді: Тобіас Б'єрк Роман Гофман Лінійні Судді: Дастін Маккренк Микита Шалагін |
|                                                                       |                       |                                                                                       |              | Судді: Тобіас Б'єрк Роман Гофман Лінійні Судді: Дастін Маккренк Микита Шалагін |
|                                                                       |                       |                                                                                       |              | Судді: Тобіас Б'єрк Роман Гофман Лінійні Судді: Дастін Маккренк Микита Шалагін |
|                                                                       |                       |                                                                                       |              | Судді: Тобіас Б'єрк Роман Гофман Лінійні Судді: Дастін Маккренк Микита Шалагін |
| 2 хв                                                                  | Штраф                 | 10 хв                                                                                 |              | Судді: Тобіас Б'єрк Роман Гофман Лінійні Судді: Дастін Маккренк Микита Шалагін |
|                                                                       |                       |                                                                                       |              |                                                                                |
|                                                                       | 35                    | кидки                                                                                 | 37           |                                                                                |

| 16 лютого 2022 14:00 | ОКР | 3–1 (1–1, 1–0, 1–0) | Данія | Арена Укесон (Пекін) 727 глядачів |

| звіт | звіт                  | звіт                                         | звіт          | звіт                                                                                |
| --- | --------------------- | -------------------------------------------- | ------------- | ----------------------------------------------------------------------------------- |
| |                       |                                              |               |                                                                                     |
| | Іван Федотов          | Воротарі                                     | Себастьян Дам | Судді: Майкл Кемпбелл Мартін Франьо Лінійні Судді: Андреас Мальмквіст Їржі Ондрачек |
| | голи:                 |                                              |               | Судді: Майкл Кемпбелл Мартін Франьо Лінійні Судді: Андреас Мальмквіст Їржі Ондрачек |
| Шипачов (Гусєв, Яковлєв) – 13:01 / Нестеров (Гусєв, Грицюк) – 34:36 / Войнов (Шипачов, Грицюк) (PP) – 55:45 | 1–0 / 1–1 / 2–1 / 3–1 | 22:57 – Нільсен (Бау Гансен, Лаурідсен) (PP) |               | Судді: Майкл Кемпбелл Мартін Франьо Лінійні Судді: Андреас Мальмквіст Їржі Ондрачек |
| |                       |                                              |               | Судді: Майкл Кемпбелл Мартін Франьо Лінійні Судді: Андреас Мальмквіст Їржі Ондрачек |
| |                       |                                              |               | Судді: Майкл Кемпбелл Мартін Франьо Лінійні Судді: Андреас Мальмквіст Їржі Ондрачек |
| |                       |                                              |               | Судді: Майкл Кемпбелл Мартін Франьо Лінійні Судді: Андреас Мальмквіст Їржі Ондрачек |
| 4 хв | Штраф                 | 6 хв                                         |               | Судді: Майкл Кемпбелл Мартін Франьо Лінійні Судді: Андреас Мальмквіст Їржі Ондрачек |
| |                       |                                              |               |                                                                                     |
| | 40                    | кидки                                        | 18            |                                                                                     |

| 16 лютого 2022 16:40 | Фінляндія | 5–1 (2–0, 1–1, 2–0) | Швейцарія | Державний палац спорту Пекіна (Пекін) 948 глядачів |

| звіт | звіт                              | звіт                              | звіт                        | звіт                                                                      |
| --- | --------------------------------- | --------------------------------- | --------------------------- | ------------------------------------------------------------------------- |
| |                                   |                                   |                             |                                                                           |
| | Харрі Сятері                      | Воротарі                          | Рето Берра Леонардо Дженоні | Судді: Андріс Ансонс Олівер Гуен Лінійні Судді: Даніел Гинек Браян Олівер |
| | голи:                             |                                   |                             | Судді: Андріс Ансонс Олівер Гуен Лінійні Судді: Даніел Гинек Браян Олівер |
| Аалтонен (Фріман, Няттінен) – 08:37 / Легтонен (Хієтанен, Маннінен) – 10:45 / Анттіла (Б'єрнінен) – 23:08 / Пакарінен (Фільппула, Песонен) (ENG) – 55:28 / Хартікайнен (ENG) – 56:47 | 1–0 / 2–0 / 3–0 / 3–1 / 4–1 / 5–1 | 37:49 – Амбюль (Корві, Гаас) (PP) |                             | Судді: Андріс Ансонс Олівер Гуен Лінійні Судді: Даніел Гинек Браян Олівер |
| |                                   |                                   |                             | Судді: Андріс Ансонс Олівер Гуен Лінійні Судді: Даніел Гинек Браян Олівер |
| |                                   |                                   |                             | Судді: Андріс Ансонс Олівер Гуен Лінійні Судді: Даніел Гинек Браян Олівер |
| |                                   |                                   |                             | Судді: Андріс Ансонс Олівер Гуен Лінійні Судді: Даніел Гинек Браян Олівер |
| 4 хв | Штраф                             | 4 хв                              |                             | Судді: Андріс Ансонс Олівер Гуен Лінійні Судді: Даніел Гинек Браян Олівер |
| |                                   |                                   |                             |                                                                           |
| | 23                                | кидки                             | 34                          |                                                                           |

| 16 лютого 2022 21:30 | Швеція | 2–0 (0–0, 0–0, 2–0) | Канада | Державний палац спорту Пекіна (Пекін) 950 глядачів |

| звіт                                                 | звіт          | звіт     | звіт         | звіт                                                                           |
| ---------------------------------------------------- | ------------- | -------- | ------------ | ------------------------------------------------------------------------------ |
|                                                      |               |          |              |                                                                                |
|                                                      | Ларс Юганссон | Воротарі | Метт Томкінс | Судді: Ендрю Бруггемен Євген Ромашко Лінійні Судді: Вільям Генкок Гліб Лазарєв |
|                                                      | голи:         |          |              | Судді: Ендрю Бруггемен Євген Ромашко Лінійні Судді: Вільям Генкок Гліб Лазарєв |
| Валльмарк – 50:15 / Ландер (Гольмберг) (ENG) – 58:10 | 1–0 / 2-0     |          |              | Судді: Ендрю Бруггемен Євген Ромашко Лінійні Судді: Вільям Генкок Гліб Лазарєв |
|                                                      |               |          |              | Судді: Ендрю Бруггемен Євген Ромашко Лінійні Судді: Вільям Генкок Гліб Лазарєв |
|                                                      |               |          |              | Судді: Ендрю Бруггемен Євген Ромашко Лінійні Судді: Вільям Генкок Гліб Лазарєв |
|                                                      |               |          |              | Судді: Ендрю Бруггемен Євген Ромашко Лінійні Судді: Вільям Генкок Гліб Лазарєв |
| 6 хв                                                 | Штраф         | 6 хв     |              | Судді: Ендрю Бруггемен Євген Ромашко Лінійні Судді: Вільям Генкок Гліб Лазарєв |
|                                                      |               |          |              |                                                                                |
|                                                      | 26            | кидки    | 22           |                                                                                |

### Півфінали
| 18 лютого 2022 12:10 v | Фінляндія | 2–0 (1–0, 0–0, 1–0) | Словаччина | Державний палац спорту Пекіна (Пекін) 1,071 глядачів |

| звіт                                                                             | звіт         | звіт     | звіт         | звіт                                                                          |
| -------------------------------------------------------------------------------- | ------------ | -------- | ------------ | ----------------------------------------------------------------------------- |
|                                                                                  |              |          |              |                                                                               |
|                                                                                  | Харрі Сятері | Воротарі | Патрік Рибар | Судді: Тобіас Б'єрк Євген Ромашко Лінійні Судді: Гліб Лазарєв Дастін Маккренк |
|                                                                                  | голи:        |          |              | Судді: Тобіас Б'єрк Євген Ромашко Лінійні Судді: Гліб Лазарєв Дастін Маккренк |
| Маннінен (Ліндбом, Ватанен) – 15:58 / Песонен (Хартікайнен, Покка) (ENG) – 59:21 | 1–0 / 2–0    |          |              | Судді: Тобіас Б'єрк Євген Ромашко Лінійні Судді: Гліб Лазарєв Дастін Маккренк |
|                                                                                  |              |          |              | Судді: Тобіас Б'єрк Євген Ромашко Лінійні Судді: Гліб Лазарєв Дастін Маккренк |
|                                                                                  |              |          |              | Судді: Тобіас Б'єрк Євген Ромашко Лінійні Судді: Гліб Лазарєв Дастін Маккренк |
|                                                                                  |              |          |              | Судді: Тобіас Б'єрк Євген Ромашко Лінійні Судді: Гліб Лазарєв Дастін Маккренк |
| 0 хв                                                                             | Штраф        | 6 хв     |              | Судді: Тобіас Б'єрк Євген Ромашко Лінійні Судді: Гліб Лазарєв Дастін Маккренк |
|                                                                                  |              |          |              |                                                                               |
|                                                                                  | 27           | кидки    | 28           |                                                                               |

| 18 лютого 2022 21:10 | ОКР | 2–1 GWS (0–0, 1–0, 0–1) (OT: 0–0) (Бул: 1–0) | Швеція | Державний палац спорту Пекіна (Пекін) 1,161 глядачів |

| звіт                                     | звіт         | звіт                              | звіт          | звіт                                                                         |
| ---------------------------------------- | ------------ | --------------------------------- | ------------- | ---------------------------------------------------------------------------- |
|                                          |              |                                   |               |                                                                              |
|                                          | Іван Федотов | Воротарі                          | Ларс Юганссон | Судді: Ендрю Бруггемен Олівер Гуен Лінійні Судді: Даніел Гинек Їржі Ондрачек |
|                                          | голи:        |                                   |               | Судді: Ендрю Бруггемен Олівер Гуен Лінійні Судді: Даніел Гинек Їржі Ондрачек |
| Slepyshev (Karnaukhov, Yakovlev) – 20:15 | 1–0 / 1–1    | 46:22 – Lander (Tömmernes, Pudas) |               | Судді: Ендрю Бруггемен Олівер Гуен Лінійні Судді: Даніел Гинек Їржі Ондрачек |
|                                          |              |                                   |               | Судді: Ендрю Бруггемен Олівер Гуен Лінійні Судді: Даніел Гинек Їржі Ондрачек |
|                                          |              |                                   |               | Судді: Ендрю Бруггемен Олівер Гуен Лінійні Судді: Даніел Гинек Їржі Ондрачек |
|                                          |              |                                   |               | Судді: Ендрю Бруггемен Олівер Гуен Лінійні Судді: Даніел Гинек Їржі Ондрачек |
| 4 хв                                     | Штраф        | 4 хв                              |               | Судді: Ендрю Бруггемен Олівер Гуен Лінійні Судді: Даніел Гинек Їржі Ондрачек |
|                                          |              |                                   |               |                                                                              |
|                                          | 41           | кидки                             | 35            |                                                                              |

### Матч за бронзові медалі
| 19 лютого 2022 21:10 | Швеція | 0–4 (0–0, 0–2, 0–2) | Словаччина | Державний палац спорту Пекіна (Пекін) |

| звіт | звіт                  | звіт | звіт         | звіт                                                                        |
| ---- | --------------------- | --- | ------------ | --------------------------------------------------------------------------- |
|      |                       | |              |                                                                             |
|      | Ларс Юганссон         | Воротарі | Патрік Рибар | Судді: Олівер Гуен Євген Ромашко Лінійні Судді: Гліб Лазарєв Микита Шалагін |
|      | голи:                 | |              | Судді: Олівер Гуен Євген Ромашко Лінійні Судді: Гліб Лазарєв Микита Шалагін |
|      | 0–1 / 0–2 / 0–3 / 0–4 | 23:17 – Слафковський (Черешняк) / 32:47 – Такач (Регенда) (PP) / 58:26 – Слафковський (Цегларик) (ENG) / 58:46 – Регенда (ENG) |              | Судді: Олівер Гуен Євген Ромашко Лінійні Судді: Гліб Лазарєв Микита Шалагін |
|      |                       | |              | Судді: Олівер Гуен Євген Ромашко Лінійні Судді: Гліб Лазарєв Микита Шалагін |
|      |                       | |              | Судді: Олівер Гуен Євген Ромашко Лінійні Судді: Гліб Лазарєв Микита Шалагін |
|      |                       | |              | Судді: Олівер Гуен Євген Ромашко Лінійні Судді: Гліб Лазарєв Микита Шалагін |
| 6 хв | Штраф                 | 4 хв |              | Судді: Олівер Гуен Євген Ромашко Лінійні Судді: Гліб Лазарєв Микита Шалагін |
|      |                       | |              |                                                                             |
|      | 28                    | кидки | 43           |                                                                             |

### Фінал
| 20 лютого 2022 12:10 | Фінляндія | 2–1 (0–1, 1–0, 1–0) | ОКР | Державний палац спорту Пекіна (Пекін) 1,288 глядачів |

| звіт                                                                      | звіт            | звіт                                      | звіт         | звіт                                                                             |
| ------------------------------------------------------------------------- | --------------- | ----------------------------------------- | ------------ | -------------------------------------------------------------------------------- |
|                                                                           |                 |                                           |              |                                                                                  |
|                                                                           | Харрі Сятері    | Воротарі                                  | Іван Федотов | Судді: Тобіас Б'єрк Ендрю Бруггемен Лінійні Судді: Вільям Генкок Дастін Маккренк |
|                                                                           | голи:           |                                           |              | Судді: Тобіас Б'єрк Ендрю Бруггемен Лінійні Судді: Вільям Генкок Дастін Маккренк |
| Покка (Б'єрнінен, Охтамаа) – 23:28 / Б'єрнінен (Анттіла, Охтамаа) – 40:31 | 0–1 / 1–1 / 2–1 | 07:17 – Григоренко (Нестеров, Гусєв) (PP) |              | Судді: Тобіас Б'єрк Ендрю Бруггемен Лінійні Судді: Вільям Генкок Дастін Маккренк |
|                                                                           |                 |                                           |              | Судді: Тобіас Б'єрк Ендрю Бруггемен Лінійні Судді: Вільям Генкок Дастін Маккренк |
|                                                                           |                 |                                           |              | Судді: Тобіас Б'єрк Ендрю Бруггемен Лінійні Судді: Вільям Генкок Дастін Маккренк |
|                                                                           |                 |                                           |              | Судді: Тобіас Б'єрк Ендрю Бруггемен Лінійні Судді: Вільям Генкок Дастін Маккренк |
| 2 хв                                                                      | Штраф           | 6 хв                                      |              | Судді: Тобіас Б'єрк Ендрю Бруггемен Лінійні Судді: Вільям Генкок Дастін Маккренк |
|                                                                           |                 |                                           |              |                                                                                  |
|                                                                           | 31              | кидки                                     | 17           |                                                                                  |